# The Weak and the Wicked
The Weak and the Wicked is een Britse dramafilm uit 1954 onder regie van J. Lee Thompson. Destijds werd de film in Nederland uitgebracht onder de titel Vrouwen zonder vrijheid.

## Verhaal
Een jong meisje uit de hogere klasse wordt naar de gevangenis gestuurd. Ze leert er allerlei vrouwen kennen, die allemaal hun eigen verhaal hebben. Halverwege haar celstraf wordt ze overgeplaatst naar een experimentele, open gevangenis.

## Rolverdeling
| Acteur            | Personage           |
| ----------------- | ------------------- |
| Glynis Johns      | Jean Raymond        |
| Diana Dors        | Betty Brown         |
| John Gregson      | Dr. Michael Hale    |
| Olive Sloane      | Nellie Baden        |
| Rachel Roberts    | Pat                 |
| Jane Hylton       | Babs Peters         |
| Athene Seyler     | Millie Williams     |
| Jean Taylor Smith | Gevangenisdirecteur |
| Cecil Trouncer    | Rechter             |
| Ursula Howells    | Pam Wickers         |
| Edwin Styles      | Seymour             |
| Sidney James      | Syd Baden           |
| Eliot Makeham     | Opa Baden           |
| Joan Haythorne    | Gevangenisdirecteur |
| Joyce Heron       | Arnold              |